# Chris Solly
Christopher James Solly (ur. 20 stycznia 1991 w Rochester) – angielski piłkarz występujący na pozycji obrońcy w Charlton Athletic.